# Holger Ellers
Holger Ellers (* 17. September 1976) ist ein deutscher Schachspieler.

## Leben
Holger Ellers besuchte das Städtische Stiftsgymnasium Xanten. Er studierte an der Universität Rostock. An der Universität Potsdam promovierte er 2005 zum Thema Der Ersatz vergeblicher Aufwendungen und war wissenschaftlicher Mitarbeiter im Bereich Bürgerliches Recht, Deutsches und Internationales Wirtschaftsrecht bei Jens Petersen. Ellers ist Rechtsanwalt für Insolvenzrecht in Berlin.

## Erfolge
In seiner Jugend spielte Holger Ellers für den Schachklub Xanten, wechselte dann zur SG Bochum 31. Mit Bochum wurde er 1994 in Bonn und 1995 in Leipzig deutscher Mannschaftsmeister U20. Bei der SG Bochum 31 hatte er von 1993 bis 1995 einzelne Einsätze in der 1. Bundesliga, ab der Saison 1995/96 spielte er regelmäßig in der 1. Liga. Von Bochum 31 wechselte er 1999 zum SV Wattenscheid, mit dem er bis 2008 in der Bundesliga gemeldet war, nach 2005 aber keinen Bundesligaeinsatz mehr hatte. Von Wattenscheid wechselte er zur Saison 2008/09 zum SC Kreuzberg. Für die deutsche Nationalmannschaft spielte er beim Mitropa Cup 1998 in Portorož am ersten Reservebrett. Mit der Mannschaft der Universität Rostock wurde er 1999 in Magdeburg am ersten Brett spielend deutscher Hochschulmeister.
In Österreich spielte er in den Staatsligen A und B West (Meister in der Saison 2000/01) sowie der 1. Bundesliga bis 2004 für den SK Sparkasse Jenbach.
Seit 1997 trägt er den Titel Internationaler Meister. Seine Elo-Zahl beträgt 2362 (Stand: September 2018), seine bisher höchste Elo-Zahl war 2450 in der ersten Jahreshälfte 1998.